# Герб Вестманланда
Герб Вестманланда (швед. Västmanlands vapen) — символ исторической провинции (ландскапа)
Вестманланд, Швеция. Также используется как официальный символ современного административно-территориального образования лена Вестманланд.

## История
Герб ландскапа известен из описания похорон Густава Вазы 1560 года.
Как герб лена этот знак утверждён в 1943 году.

## Описание (блазон)
В серебряном поле трёхглавый лазоревый холм, из которого выходят три червлёных огненных языка.

## Содержание
Трехглавый холм с огненными языками должен был символизировать рудник серебра возле Салы. Впоследствии три холма истолкованы как горные разработки в городах Сала, Нурберг и Шиннскаттеберг.
Герб ландскапа может увенчиваться герцогской короной. Герб лена может использоваться органами власти увенчанный королевской короной.

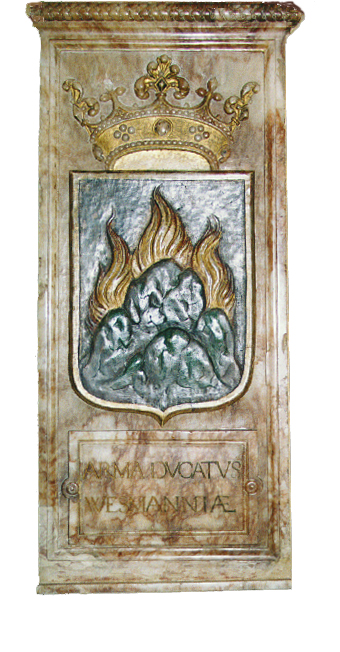
Герб Вестманланда на надгробии Густава Вазы
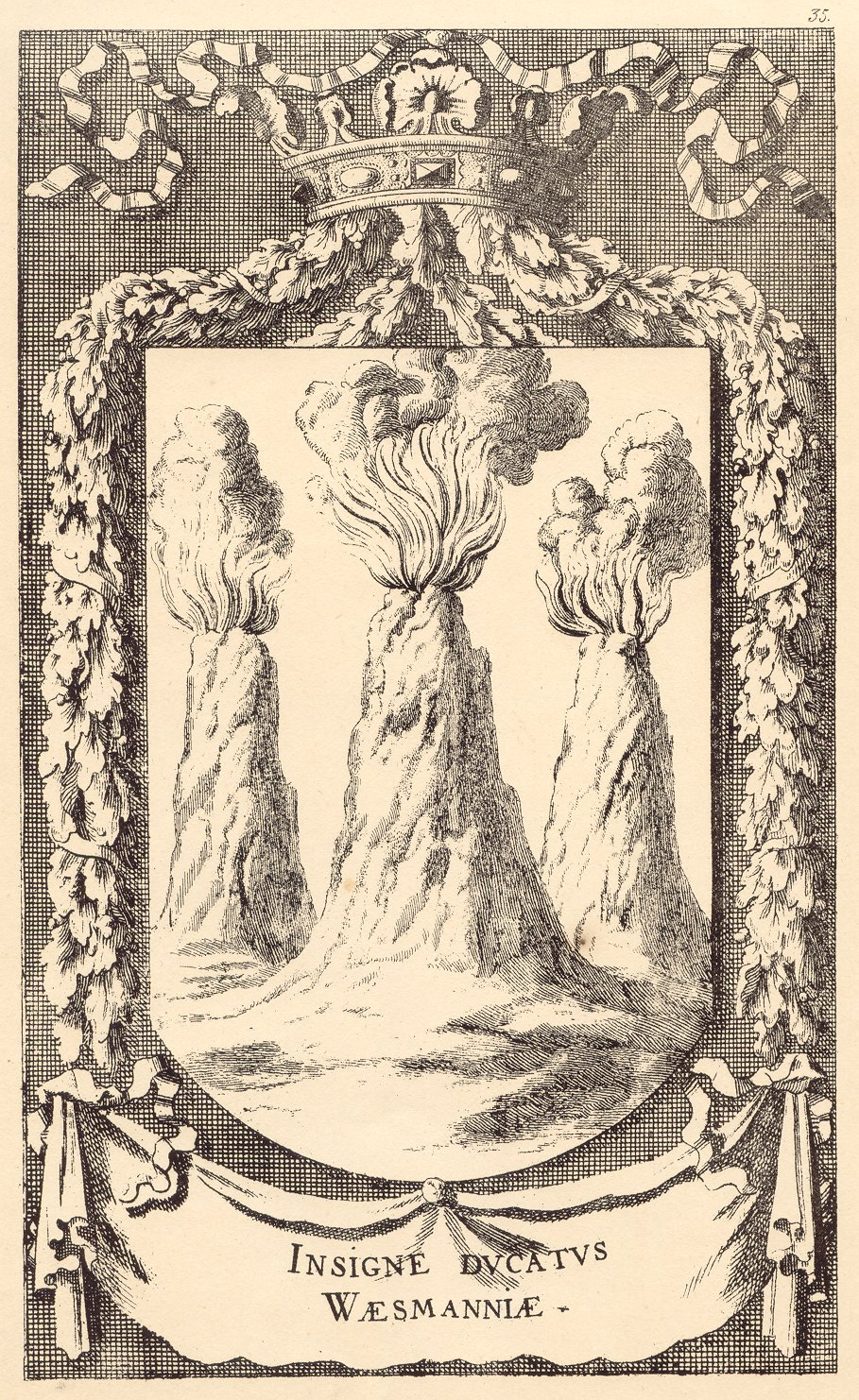
Герб Вестманланда в книге лат. Suecia antiqua et hodierna
Герб ландскапа с герцогской короной
Герб ландскапа с королевской короной